# Polonie
 (septembre 2014).
Une polonie est en biologie un regroupement ponctuel d'ADN, par analogie avec une colonie bactérienne. Le mot polonie est une contraction de « polymérase » et « colonie ».
Les polonies sont le résultat de l'amplification d'une seule molécule d'ADN par une enzyme polymérase, au sein d'une matrice de gel. On parle parfois plutôt de clusters, en fonction de la méthode utilisée pour les générer. La distinction entre polonies et clusters est souvent difficile à faire. Le concept de l'analyse de régions contenant des populations clonales d'acide nucléique a été décrit en premier par Brown et al., attribué à Genomic Nanosystems, utilisant alors une phase liquide.  Le mot « cluster » désigne généralement une colonie d'ADN amplifiée sur billes, en phase solide. Cette technologie, qui s’appelait initialement « génération de colonies d'ADN », a été inventée et développée en 1996 à l'institut de recherche biomédicale de Genève (GBRI) de Glaxo-Welcome, par le Dr Pascal Mayer et le Dr Laurent Farinelli et a été présentée pour la première fois en 1998. C'est finalement l'entreprise Illumina qui l'a mise sur le marché.
Pour créer des polonies, une solution contenant un grand nombre de fragments d'ADN différents est diluée et étalée sur une lame de microscope de sorte que les molécules individuelles soient séparées. De l'ADN polymérase est ajoutée pour créer de nombreuses copies des fragments, formant ce que l'on appelle les polonies. L'une des applications des polonies est le séquençage de l'ADN, bien qu'aucune méthode de séquençage commercialisée à ce jour ne repose sur ce concept.